# Шикеданц, Арно
А́рно Вольфганг Ши́кеданц (нем. Arno Schickedanz; 27 декабря 1892, Рига — 15 апреля 1945, Берлин) — партийный деятель нацистской Германии, начальник штаба Внешнеполитического управления НСДАП («Außenpolitisches Amt»; APA), рейхскомиссар рейхскомиссариата «Кавказ» Имперского министерства восточных оккупированных территорий («Reichsministerium für die besetzten Ostgebiete»).

## Биография

### Ранние годы
Родился в Риге в семье директора фабрики Густава Шикеданца. Отец скончался от тифа через три месяца после рождения сына, и Арно воспитывал отчим, купец Вильгельм Ойген Кер. От второго брака матери у Шикеданца была сестра, Урсула Кер (1903—1926). Семья жила в небогатом рижском предместье Гагенсберг.
Выпускник Рижского коммерческого училища при Биржевом обществе (Die Börsencommerzschule des Rigaer Börsenvereins) (1910). После школы поступил на химическое отделение Рижского политехнического института.
В студенческие годы входил в немецкую студенческую корпорацию «Рубония», членами которой также были фактический идейный вдохновитель Пивного путча, один из ближайших ранних соратников Гитлера и один из первых членов НСДАП Макс Эрвин фон Шойбнер-Рихтер, а также будущий министр по делам оккупированных восточных территорий, разработчик расовой теории Третьего рейха Альфред Розенберг, с которым Шикеданц тесно дружил с юных лет.
Летом 1917 г. Шикеданц вернулся в родной город, чтобы затем присоединиться к германским войскам, которые заняли Ригу 3 сентября того же года. Есть сведения, что он служил рядовым в 162-м Любекском пехотном полку (по другим данным, в кавалерийских частях) германской армии. В это время Шикеданц заинтересовался журналистикой и, по некоторым данным, в 1918 г. работал под началом Макса Шойбнера-Рихтера в отделе прессы (Pressestelle VIII) Верховного главнокомандования германских сил на Востоке.
Между делом 20 декабря 1918 г. Шикеданц закончил Балтийскую техническую школу (создана в оккупированной Риге частью преподавателей Рижского политехнического института), получив звание инженера-технолога.
С началом гражданской войны в Латвии Шикеданц вступил в Балтийский ландесвер, сражавшийся против большевиков. После взятия Красной армией Риги остался в городе, несколько раз арестовывался и затем был выслан из Латвии. Перебрался в Кёнигсберг, где начал работать в пресс-службе уполномоченного представителя Германии в балтийском регионе Августа Виннига. После упразднения этой структуры участвовал в авантюре Шойбнер-Рихтера по сохранению Данцига в составе Германии.

### Начало карьеры в нацистском движении
В 1921 г. перебрался в Германию, где начал работать в тайном обществе «Возрождение», основанном Шойбнером-Рихтером. Исполнял обязанности личного секретаря вице-президента общества Василия Бискупского, участвовал в издании Aufbau — печатного органа общества.
В 1923 г. вступил в НСДАП, сотрудничал в газете «Фёлькишер беобахтер», печатном рупоре партии. Участник «Пивного путча» 9 ноября 1923 года, после разгрома которого был выслан из Баварии и поселился в Берлине.
В 1927 г. опубликовал книгу «Социал-паразитизм в жизни народов» («Sozialparasitismus im Völkerleben»), где описывал "разрушительное влияние" евреев на общество, в котором они находятся. В дальнейшем неоднократно публиковал антисемитские материалы в нацистской прессе.
С февраля 1930 по апрель 1933 гг. — руководитель берлинского бюро «Фёлькишер Беобахтер».

### Карьерный взлёт
В 1933 году близкий друг Шикеданца со студенческих времён, Альфред Розенберг, в это же время (апрель 1933 года) возглавивший Внешнеполитическое управление НСДАП («Außenpolitisches Amt»; APA), назначил его на пост начальника штаба этой организации. В ведомстве Розенберга Шикеданц в 1940 г. получил чин рейхсгауптамтслейтера (Reichshauptamtsleiter).
В 1936 году избран депутатом Рейхстага от Гамбурга.
Пользуясь протекцией Розенберга, Шикеданц, изначально мелкий партийный публицист, пытался позиционировать себя как эксперта по России, Восточной Европе и «еврейскому вопросу», однако не пользовался авторитетом в партии ни в одной из этих областей. Для Розенберга, однако, Шикеданц выполнял важную роль связного с русскими (в меньшей степени, иными) эмигрантскими организациями в Германии, а также ответственного за антисемитскую индоктринацию национал-социалистического движения.

### Рейхскомиссар Кавказа
После начала войны с Советским Союзом 17 июля 1941 года на основании указа Гитлера «О гражданском управлении в оккупированных восточных областях» под руководством Альфреда Розенберга было сформировано Имперское министерство оккупированных восточных территорий («Reichsministerium für die besetzten Ostgebiete»). Ему подчинялись рейхскомиссариаты: «Остланд», «Украина», «Дон-Волга» «Кавказ», «Московия» и «Туркестан».
В новом ведомстве Шикеданц был назначен начальником аппарата Главного отдела по делам Востока и по кадрам. Помимо этого, его кандидатура была утверждена на пост рейхскомиссара Кавказа с центром в Тбилиси. В состав управляемой им территории должны были войти генеральные комиссариаты «Кубань», «Грузия», «Азербайджан», «Ставрополь»,«Калмыкия» и «Армения», а также «Горский генеральный комиссариат». Аппарат рейхскомиссариата «Кавказ» был сформирован осенью 1941 года, однако после оккупации территорий Северного Кавказа к работе приступили лишь некоторые административные органы, поскольку эти районы входили в зону ответственности тыловых армейских подразделений и полевых командиров. После освобождения советскими войсками Северного Кавказа аппарат рейхскомиссариата был эвакуирован, а сам рейхскомиссариат фактически перестал функционировать.
Помимо должностей в структурах Розенберга, Шикеданц с 1942 г. был рейхсамтсляйтером в администрации оккупированной Польши, а с 1943 г. — в оккупированной Норвегии.

### Смерть
За день до начала штурма Берлина советскими войсками Арно Шикеданц застрелил свою жену и 8-летнюю дочь, а затем покончил жизнь самоубийством.

## Сочинения
- Das Gesetz des Sozialparasitismus im Völkerleben. Leipzig: Lotus, 1927.
- Das Judentum, eine Gegenrasse. Leipzig: Th. Weicher, 1927.
- Das Gesetz des Schmarotzentums. Der Jude – das Beispiel einer Gegenrasse // Weltkampf (1928). S. 433–460.
- Der Mythus des 20. Jahrhunderts // Völkischer Beobachter (30.9.1930).
- Ein abschließendes Wort zur Judenfrage // Nationalsozialistische Monatshefte. № 34 (Januar 1933). S. 1–39.
- Die Judenfrage // Der Schulungsbrief. № 11 (1935). S. 384–391.
- Der Zionismus // Der Schulungsbrief. № 3 (April 1936). S. 149–150.